# Alphonse Bousquet
Pour les articles homonymes, voir Bousquet.
Alphonse Bousquet est un homme politique français et officier d'artillerie, né le 25 mai 1797 à Saint-Hippolyte-du-Fort (Gard) et mort le 5 février 1855 à Montpellier (Hérault). Il est le père de Victor Bousquet.
Il est issu de la famille de Bousquet, une famille subsistante de la noblesse française, originaire du Languedoc.

## Mandats
- Député du Gard (1831-1837, 1848-1849)[1]
- Secrétaire de la Chambre des députés (1833)